# Laniarius atrococcineus
El bubú pechirrojo (Laniarius atrococcineus) es una especie de ave paseriforme de la familia Malaconotidae propia del África austral, encontrándose desde Angola hasta Sudáfrica y Zimbabue.